# Петър Попхристов
Петър Георгиев Попхристов (Попгеоргиев) е български революционер, деец на Вътрешната македоно-одринска революционна организация.

## Биография
Петър Попхристов е роден през 1885 година в ениджевардарското село Геракарци, днес в Гърция. Дядо му поп Христо е изтъкнат борец на националното възраждане, а баща му поп Васил е екзархийски свещеник в родното си село до Балканската война, чичо му е кмет на селото и ръководител на селския комитет на ВМОРО, а брат му Мицо е един от селските куриери на организацията. Петър и Мино Шантев крадат пушки от къщата на бега и бягат в четата на Апостол Петков през 1903 година. Участват в Илинденското въстание. След въстанието действа в четата на Христо Бабянски в района на Корнишорския балкан в Паяк планина и ениджевардарската част на Мъгленско. През зимата на 1905 година участва в тежко сражение в местността Крушка между землищата на Крива и Ливада, успява да се изтегли и тежко премръзнал се лекува в Църна река, след което се връща в четата. След Младотурската революция се легализира и е репресиран по време на обезоръжителната акция. През 1924 година се изселва в България и се установява в Несебър. Член е на Илинденската организация. Умира в Несебър през 1962 година.